# Bérxad
Bérxad (en ucraïnès i en rus Бершадь) és una ciutat de la província de Vínnitsia, Ucraïna. El 2021 tenia 12.466 habitants.